# 道摩
道摩（どうま）は、『古事談』6の64 に登場する法師陰陽師。『宇治拾遺物語』巻14の10「御堂関白の御犬晴明等奇特の事」、『十訓抄』7の21 にも同様の説話が収録されている。

## 物語
藤原道長が可愛がっていた犬が、あるとき道長が法成寺に入るのを止めようとした。道長が安倍晴明に占わせると、晴明は呪いがかけられそうになっていたのを犬が察知したのだと告げ、ほかにこんな呪術を知っているのは道摩法師以外いないと言う。捕らわれた道摩法師は藤原顕光の陰謀であることを白状し、生国播磨に流罪となった。